# اليحموم (الرياشية)

تعديل مصدري - تعديل

اليحموم هي إحدى قرى عزلة وادي الرياشية بمديرية الرياشية التابعة لمحافظة البيضاء، بلغ تعداد سكانها 1122 نسمة حسب تعداد اليمن لعام 2004.